# Vinatesa
Vinatesa és una partida de l'Horta de Lleida, de Lleida.
Limita:
- Al nord amb la partida de La Femosa.
- A l'est amb el terme municipal d'Artesa de Lleida.
- Al sud amb la partida de Pedrós.
- Al sud-oest amb la partida de Fontanet lo Curt.
- A l'oest amb el terme municipal d'Albatàrrec.